# Ouverture del Guglielmo Tell
L'ouverture  del Guglielmo Tell (titolo originale francese Guillaume Tell), è il brano orchestrale introduttivo dell'opera composta da Gioachino Rossini. L'opera debuttò nel 1829 ed è stata l'ultima delle 39 opere composte da Rossini, dopo la quale si ritirò dal panorama melodrammatico, continuando a comporre cantate, musica sacra e musica vocale profana. L'Ouverture è in quattro parti, ciascuna collegata musicalmente all'altra senza pause.
All'interno della storia della musica colta, della cinematografia e dei media c'è stato un uso ponderoso del brano (e talvolta della parodia) o di parti di esso. Divenne famoso nel mondo popolare come tema musicale per Lone Ranger in radio, televisione e cinema. Due parti differenti sono stati utilizzate anche come tema musicale per la serie televisiva britannica Le avventure di Guglielmo Tell, la quarta parte (popolarmente identificata negli Stati Uniti con The Lone Ranger) nel Regno Unito, e la terza parte, riarrangiata come una marcia, negli Stati Uniti.
Franz Liszt trascrisse per pianoforte l'intera Overture nel 1838 (S.552), che divenne poi un punto fermo del suo repertorio concertistico. Esistono anche le trascrizioni di altri compositori, tra cui le versioni di Louis Gottschalk per due e quattro pianoforti e un duetto per pianoforte e violino.

## Strumentazione
L'organico dell'Ouverture è: un ottavino, un flauto, due oboi (primo o secondo oboe raddoppia un corno inglese), due clarinetti in La, due fagotti, quattro corni francesi in Sol e in Mi, due trombe in Mi, tre tromboni, timpani, triangolo, grancassa, piatti (Quartetto Turco) e archi.
L'ouverture, che ha una durata di circa 12 minuti, dipinge un quadro musicale della vita nelle Alpi svizzere, descrivendo l'intera impostazione dell'opera. È stata descritta da Hector Berlioz, che non era solito apprezzare le opere di Rossini, come "una sinfonia in quattro parti." Ma a differenza di un'effettiva sinfonia con i suoi movimenti distinti, qui il passaggio da una all'altra parte non presenta pause.

## Movimenti
L'Ouverture è concettualmente divisibile in 4 movimenti:

### Preludio: Alba
Il preludio è un movimento lento in mi minore, scritto per cinque violoncelli solisti accompagnati da contrabbassi. Esso  con un violoncello solo che è a sua volta 'risposto' dai restanti violoncelli e contrabbassi. Quest'ultima verrà poi esposta e cantata nel primo atto nell'aria "Sois Immobile", dal baritono (Guglielmo Tell). Una tempesta imminente è preannunciata da due rulli di timpani molto tranquilli che vogliono ricordare un tuono lontano. La sezione termina con un ritenuto del  primo violoncello. La sua durata è di circa tre minuti.

### Tempesta
Questa sezione dinamica in mi minore è eseguita dalla piena orchestra. I violini e le viole presentano un fraseggio caratterizzato da interventi strumentali brevi di tre note ciascuno, insieme a ottavino, flauto, oboe e poi clarinetti e fagotti. La tempesta scoppia in pieno con l'ingresso dei corni francesi, trombe, tromboni e grancassa.  La dinamica ed il numero di strumenti diminuisce gradualmente con lo scomparire della tempesta. La sezione si conclude con il flauto solo. Ha una durata di circa tre minuti.

### Ranz des Vaches (Richiamo alle mucche)
Questa sezione pastorale in sol maggiore vuole rappresentare la quiete dopo la tempesta, ed inizia con un Ranz des vaches o "Richiamo alle mucche", con il corno inglese che esegue poi frasi musicali in alteranza con il flauto, culminando in un duetto con il triangolo che svolge il ruolo di accompagnamento. La melodia compare più volte nell'opera, compreso l'atto finale, e assume il carattere di un filo conduttore. La sua durata è di poco più di due minuti.
Questo segmento è spesso usato in cartoni animati per significare l'alba, in particolare nel The Old Mill di Walt Disney.

### Finale: marcia dei soldati svizzeri
Il finale, spesso noto come "Marcia dei soldati svizzeri", è in mi maggiore, ma è al contrario un galopp musicale annunciato da trombe e interpretato da tutta l'orchestra con ritmo puntato. Si allude all'atto finale, che racconta la battaglia vittoriosa dei soldati svizzeri durante la liberazione della loro patria dalla repressione austriaca. Il segmento ha una durata di circa tre minuti.
Anche se non sono presenti cavalli o cariche di cavalleria nell'opera, questo segmento è spesso usato nei media popolari per indicare cavalli al galoppo, una corsa o un eroe a cavallo. Il Finale è citato da Johann Strauss padre nel suo Guglielmo Tell Galop (Op. 29b), pubblicato e ed eseguito pochi mesi dopo la prima parigina dell'originale, e da Dmitrij Dmitrievič Šostakovič nel primo movimento della sua Sinfonia n° 15.

## Nella cultura di massa
Descritta da David Wondrich come "obiettivo frequente di saccheggio da parte di bande negli anni in cui ha dominato il panorama musicale americano", l'ouverture è protagonista del cartone animato Topolino di Walt Disney The Band Concert. È stata usata anche nei cartoni animati che parodiavano la musica classica (ad esempio Bugs Bunny's Overtures to Disaster in cui il finale dell'ouverture viene eseguito da Daffy Duck e Porky Pig) o nei film western (ad esempio Bugs Bunny Rides Again). Il finale è stato cantato anche, con testi appositamente scritti per Daffy Duck, nel finale di Yankee Doodle Daffy  e da un quartetto di poliziotti (come "Felice anniversario") in The Flintstones episodio "The Hot Piano".
Uno dei brani di musica classica più utilizzati nella pubblicità americana, l'ouverture (soprattutto il suo finale) appare in numerosi spot pubblicitari, e la psicologa Joan Meyers-Levy ha detto che è particolarmente adatta a chi si rivolge ai consumatori maschi. È stata utilizzata in una versione hip hop di DJ Shadow per accompagnare la campagna pubblicitaria "Defy Convention" del 2001 per Reebok scarpe da ginnastica e in una versione elettronica per la campagna 2008 per l'Honda Civic
Tra i più importanti film che hanno utilizzato questo pezzo figurano quello di Stanley Kubrick, Arancia meccanica, nella scena dell'orgia adattata da Wendy Carlos. La parte introduttiva dell'overture, ascoltata meno frequentemente, viene utilizzata come musica d'atmosfera triste più avanti nel film. La parte iniziale del movimento finale è stata usata in The Princess Diaries quando il capo della sicurezza Joe salva Mia Thermopolis dopo che la sua Mustang si era bloccata durante una tempesta di pioggia.